# Six pièces pour grand orchestre

Les Six Pièces pour grand orchestre, op. 6 (en allemand : Sechs Stücke für orchester) d'Anton Webern ont été composées en 1909. Le compositeur en a donné une version remaniée en 1928 avec un orchestre plus réduit.

## Pièces
1. Etwas bewegt (assez animé)
2. Bewegt (agité)
3. Zart bewegt (doucement animé))
4. Langsam, marcia funebre (lent, marche funèbre)
5. Sehr langsam (très lent)
6. Zart bewegt (doucement animé)

Durée : environ 9-11 minutes

## Créations
L'œuvre est jouée pour la première fois le 31 mars 1913 à Vienne, sous la direction d'Arnold Schönberg.
La première de la version révisée de 1928 est donnée à Berlin le 27 janvier 1929, sous la direction de Hermann Scherchen.
La première en France a eu lieu en 1957 programmée par Pierre Boulez lors d'un des concerts du Domaine musical.

## Orchestration
Version 1909
4 flûtes (dont 2 piccolos et 1 flûte alto en sol), 2 hautbois, 2 cors anglais, 3 clarinettes (dont 1 petite clarinette en mi♭), 2 clarinettes basses, 2 bassons (dont 1 contrebasson), 6 cors, 6 trompettes, 6 trombones, 1 tuba, célesta, 2 harpes, 3 timbales, percussions (triangle, glockenspiel, rute, cymbale, tam-tam, caisse claire, grosse caisse, cloches graves), cordes.
Version 1928
2 flûtes (dont 1 piccolo), 2 hautbois, 2 clarinettes, 1 clarinette basse, 2 bassons (dont 1 contrebasson), 4 cors, 4 trompettes, 4 trombones, 1 tuba, timbales, célesta, harpe, percussions (triangle, glockenspiel, cymbale, tam-tam, caisse claire, grosse caisse, cloches graves), cordes.

## Commentaires
Cette œuvre, exemple d'épuration musicale, préfigure l'invention du dodécaphonisme par Schönberg.
C'est l'une des œuvres les plus appréciées de Webern, parmi ses premières œuvres, avec la Passacaille, les Cinq pièces pour orchestre (1911-1913) et les Six Bagatelles pour quatuor à cordes (1913).